# Glaréole auréolée
Glareola nuchalis
Espèce
Statut de conservation UICN

 LC  : Préoccupation mineure

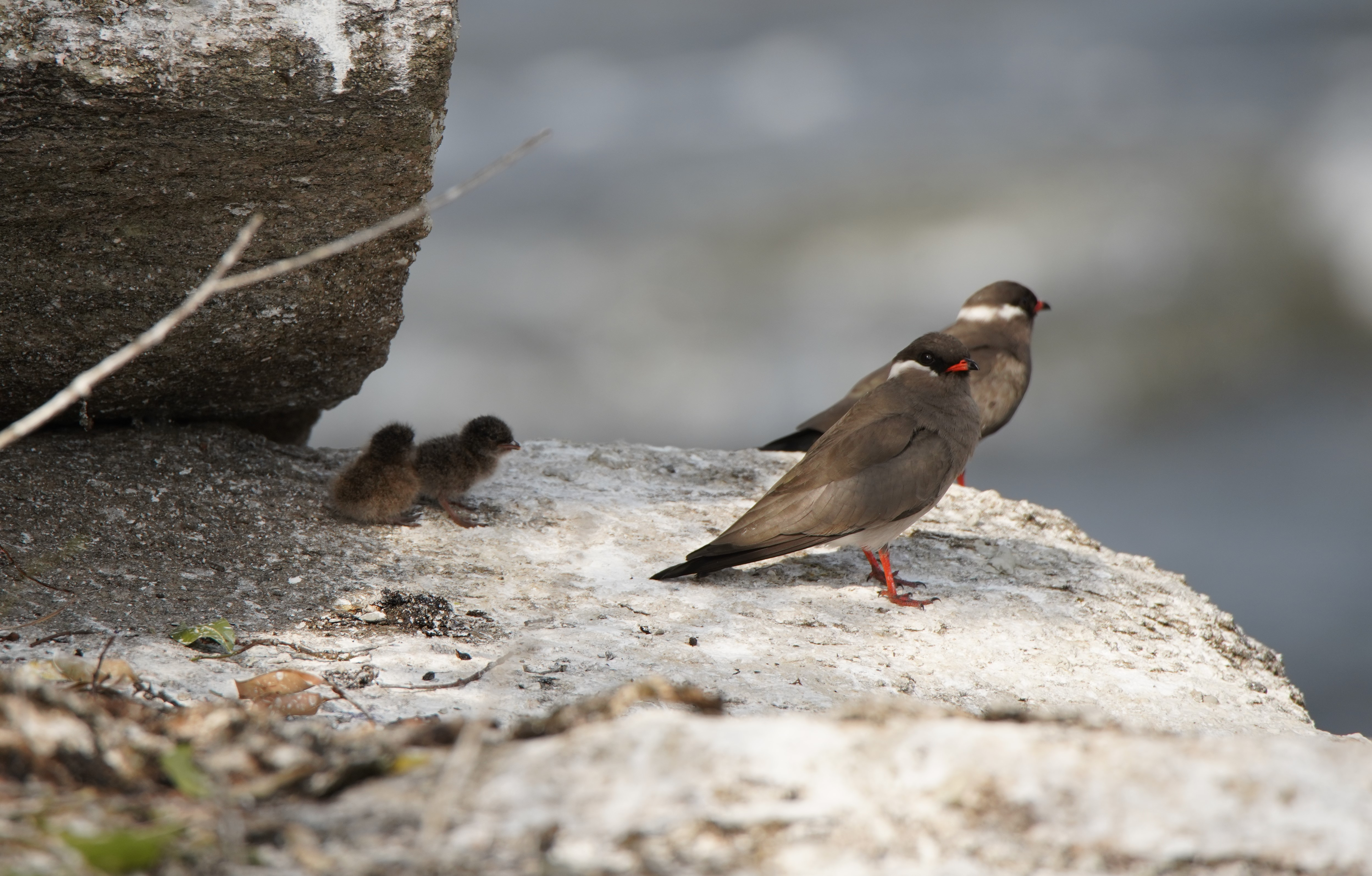
Glaréole auréolée avec ses petits dans le parc national Murchison Falls, Ouganda. Février 2022.

La Glaréole auréolée (Glareola nuchalis) est une espèce d'oiseaux limicoles de la famille des Glareolidae.
Cet oiseau vit en Afrique subsaharienne (il est rare dans l'est et le sud du continent).

## Taxinomie
D'après la classification de référence (version 14.1, 2024) de l'Union internationale des ornithologues, la Glaréole auréolée possède 2 sous-espèces (ordre philogénique) :
- Glareola nuchalis liberiae Schlegel, 1881 : du Sierra Leone à l'Ouest du Cameroun ;
- Glareola nuchalis nuchalis Gray, GR, 1849 : de l'Éthiopie à l'Angola et le Mozambique.